# Saco chaleco

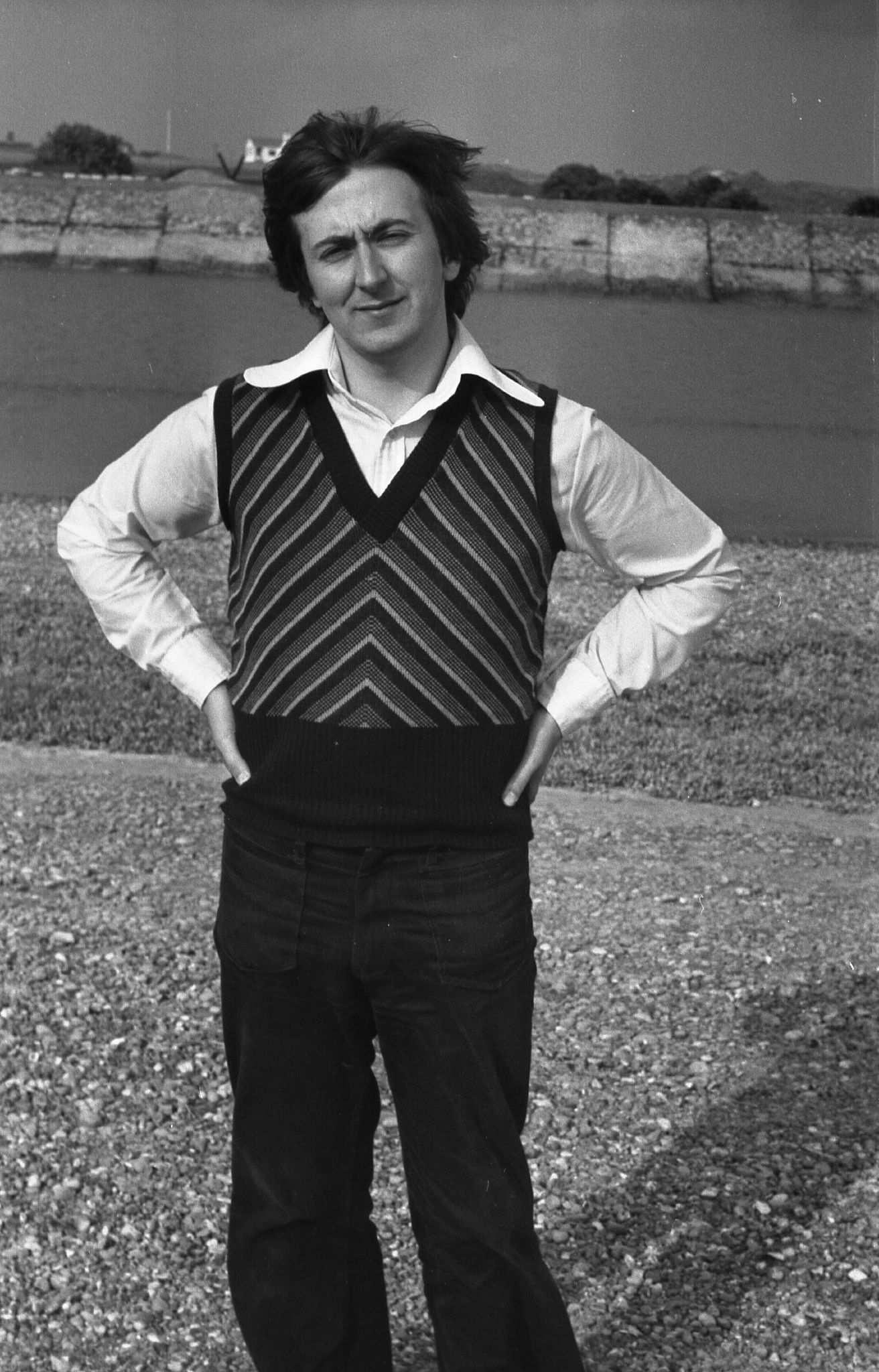
Hombre que lleva un saco chaleco de rayas

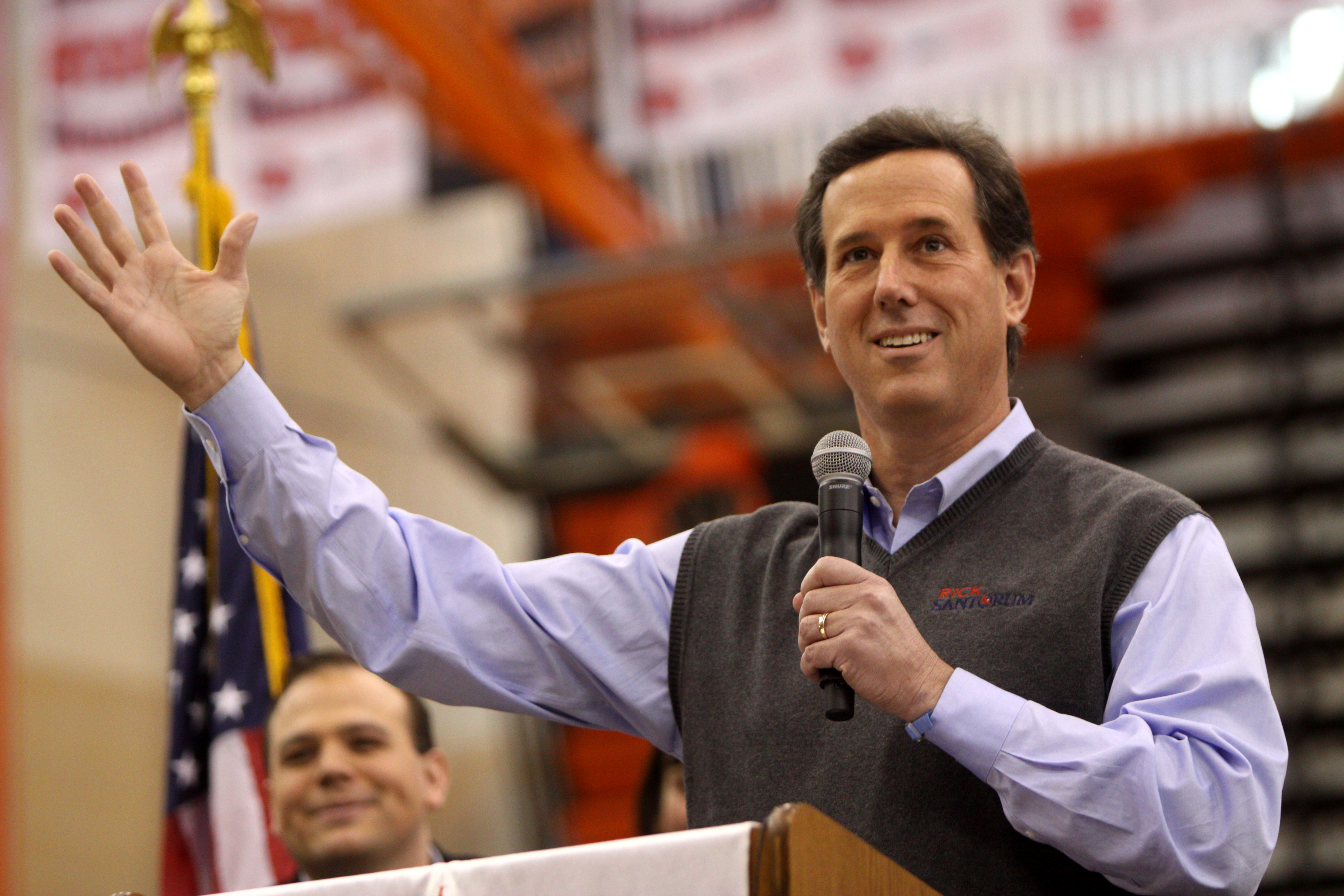
Rick Santorum llevando un saco chaleco o chaleco de saco

El saco chaleco, conocido también como chaleco de saco (sweater vest), es una prenda de ropa de puntadas similar a un saco, pero sin mangas, generalmente con un cuello escotado. Fueron populares en el siglo XX, particularmente en la década de 1970 en el Reino Unido, y nuevamente están creciendo en popularidad en este siglo.

## Estilos

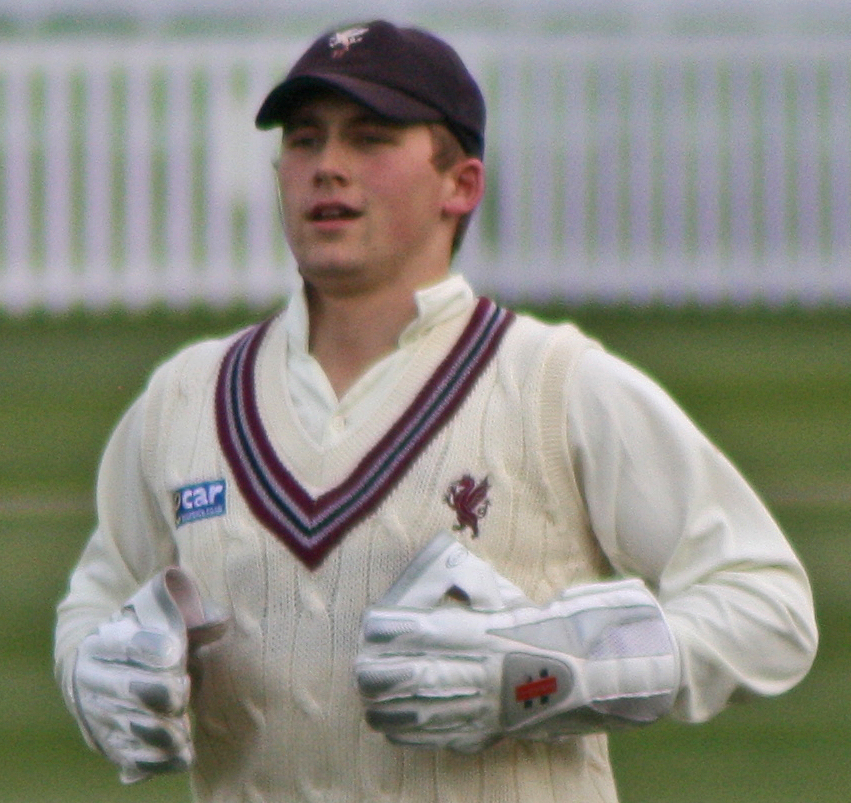
Saco chaleco de tejido punto de cable usado típicamente por los jugadores de críquet

Uno de los patrones más comunes en un saco chaleco es el argyle. Muchos diseños más nuevos cuentan con un retorno a los patrones populares de épocas pasadas. Otras variaciones incluyen diseños de una naturaleza más moderna, incluyendo rayas. Algunas de las formas más comunes de escotes son el cuello en V  y el cuello redondo, que es similar a un escote de camiseta común.

## Como ropa deportiva
Un saco chaleco, pantalones de franela blanca y una camisa con cuello son ropa estándar para los jugadores de críquet profesionales en el Reino Unido, Australia, India y Sudáfrica. Los chalecos de punto de cable a menudo tienen una raya roja, azul o verde en contraste alrededor del cuello. Antes de que se introdujeran los shorts y las camisas de polo en la década de 1930, los jugadores de tenis llevaban un atuendo similar.
A principios del siglo XX, los, golfistas a menudo llevaban una camiseta sin mangas de estilo argyle con sus brogues, pantalones de golf  y gorras planas. Esto era una alternativa más cómoda y práctica  a la chaqueta Norfolk tejida que se usaba anteriormente para actividades al aire libre.

## Moda
Los sacos chalecos son populares entre los fanáticos de los deportes, particularmente aquellos que juegan golf. Aquellos con logotipos de equipos deportivos, especialmente equipos de la NFL y de los equipos universitarios, también son populares y los usan frecuentemente los entrenadores de fútbol americano, especialmente Jim Tressel, a quien los fanáticos les han dado el apodo de "El Saco Chaleco" (The Sweater Vest). a pesar de los orígenes de la prenda con su rival Michigan.